# Томпсон (язык)
Томпсон (Nklapmx, Nthlakampx, Ntlakapamux, Ntlakapmuk, Thompson) — внутренне-салишский язык, на котором говорит народ нлакапамук (томпсон), проживающий на реке Фрейзер, севернее реки Яле, низменности реки Томпсон и притоков, на юге центральной части штата Британская Колумбия в Канаде. Диалект отличается от диалекта в долине Никола называется как «скуэкмк» (Scw’exmx), который является названием подгруппы нлакапамук, которая там живёт.
Алфавит на латинской основе: ʔ, a, á, c, c̓, c̣, e, é, ə, ə́, ə̣, ɣ, ɣ̓, h, i, í, ị, k, k̓, kʷ, k̓ʷ, l, ḷ, l̀, ł, ƛ̓, m, m̓, n, n̓, ó, p, p̓, q, q̓, qʷ, q̓ʷ, s, ṣ, t, t̓, θ, u, ú, w, w̓, x, xʷ, x̣, x̣ʷ, y, y̓, z, z̓, ʕ, ʕ̓, ʕʷ, ʕ̓ʷ, l̓, l'.